# Taulant Marku
Taulant Marku (sinh 14 tháng 6 năm 1994 ở Pukë) là một cầu thủ bóng đá Albania hiện tại thi đấu cho Kastrioti Krujë ở Giải bóng đá hạng nhất quốc gia Albania.